# Národní umělecké muzeum Ukrajiny
Národní umělecké muzeum Ukrajiny (ukrajinsky Національний художній музей України,rusky Национальный художественный музей Украины) je galerie v ukrajinském hlavním městě Kyjevě.

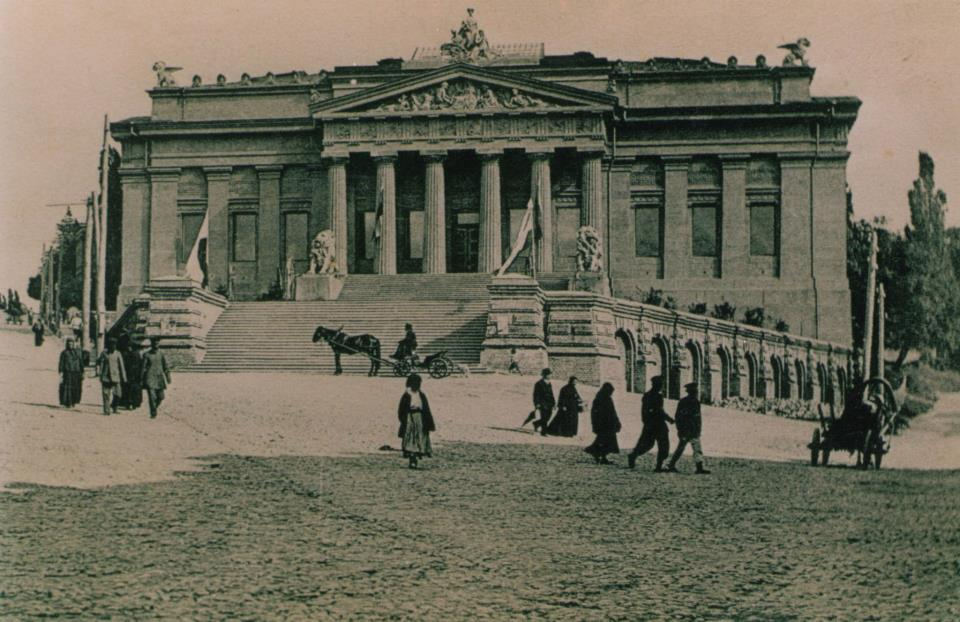
Muzeum v roce 1904

Muzeum sídlí v budově z roku 1899 v neoklasicistním stylu, jedné z nejvýznamnějších památek hlavního města. Architektem byl Władysław Horodecki, který ve městě vytvořil také Dům s chimérami.
Muzeum se nachází v ulici Mychajla Hruševskoho (Михайла Грушевського) číslo 6 v centru města.
Muzeum vzniklo z iniciativu ukrajinských intelektuálů (např. Čeněk Chvojka) na konci devatenáctého století jako první veřejné muzeum v Kyjevě. Původně bylo zamýšleno jako muzeum starožitností; po první světové válce se z něj stalo muzeum historie, a po druhé světové válce muzeum umění
V souvislosti s protesty euromajdanu byla stavba na počátku roku 2014 poškozena a muzeum muselo dočasně zastavit provoz.
Muzeum má více než 20 000 uměleckých předmětů od ikon přes realismus až k ruské avantgardě. Zastoupeni jsou například Alexander Bogomazov, Abram Manevič, David Burljuk, Alexandra Exterová, Kazimir Malevič, Vadym Meller a Rufin Sudkovskyj.

## Galerie

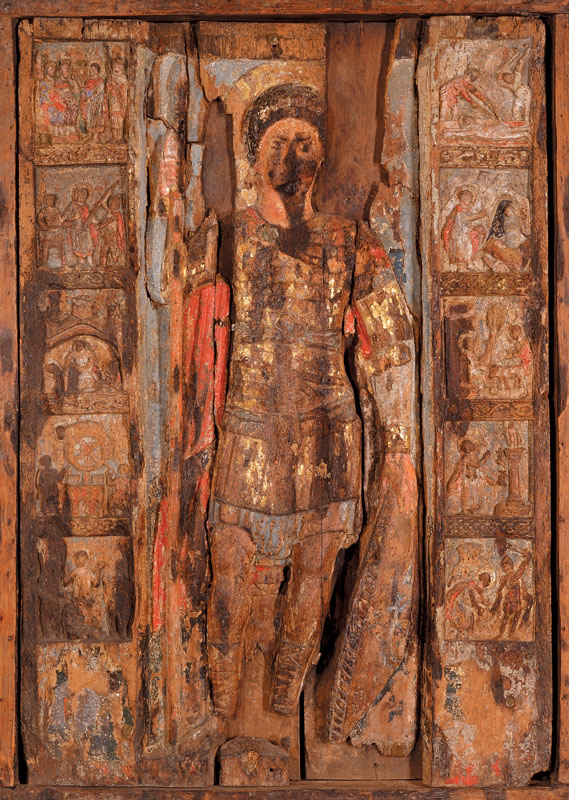
Sv. Jiří, 12. stol.
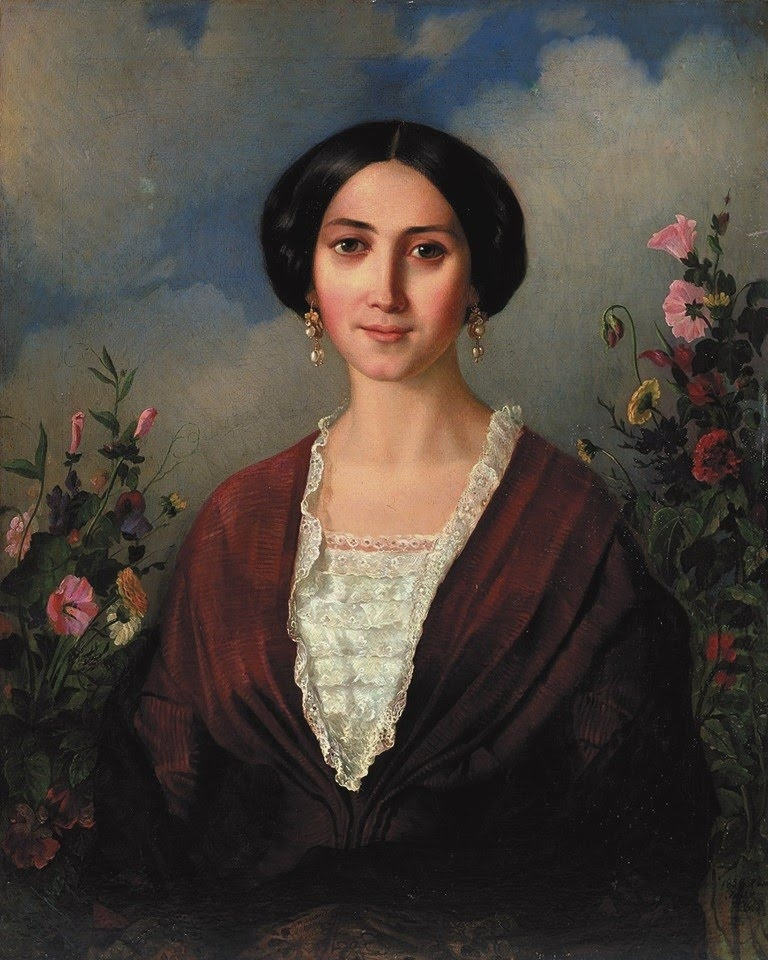
Apollon Nikolajevič Mokrizki, Portrét ženy (1853)
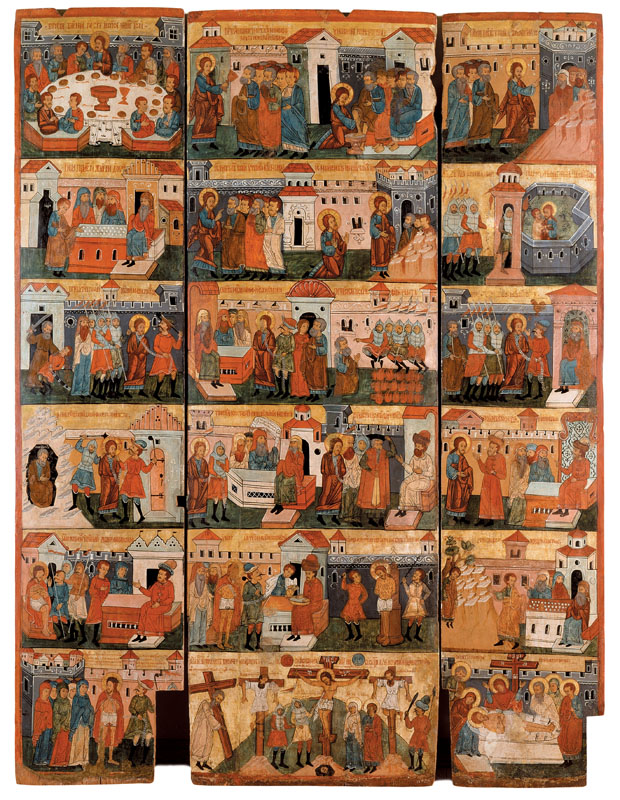
Umučení Páně, 16. stol.
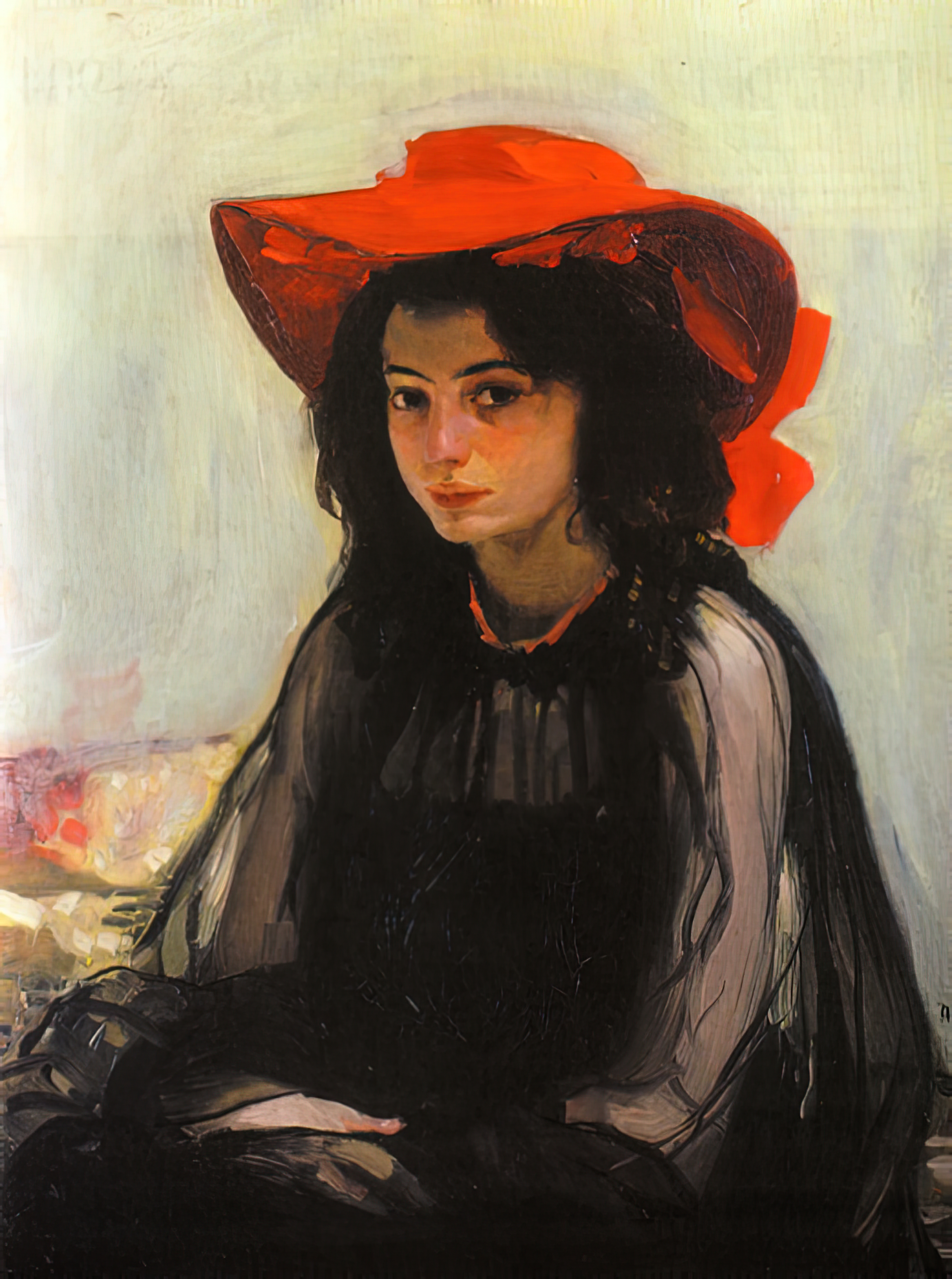
Oleksandr Muraško, Dívka v červeném klobouku (1902/03)
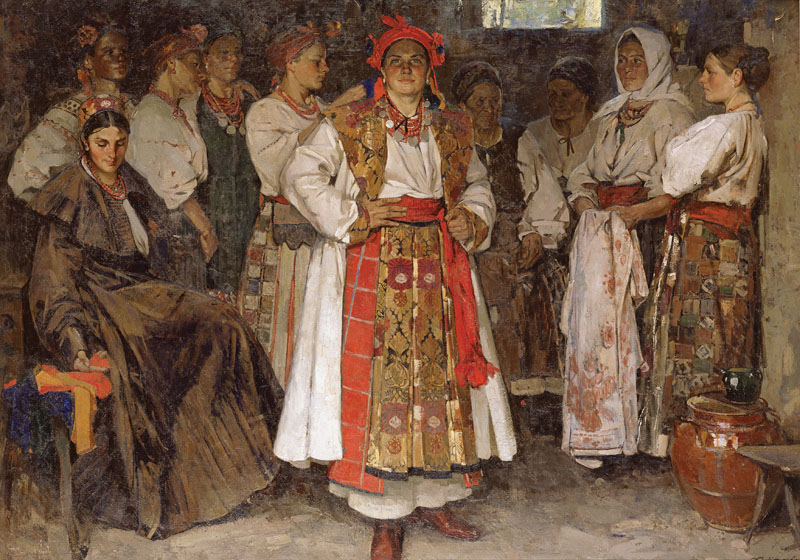
Fedir Kryčevskij, Nevěsta (1910)
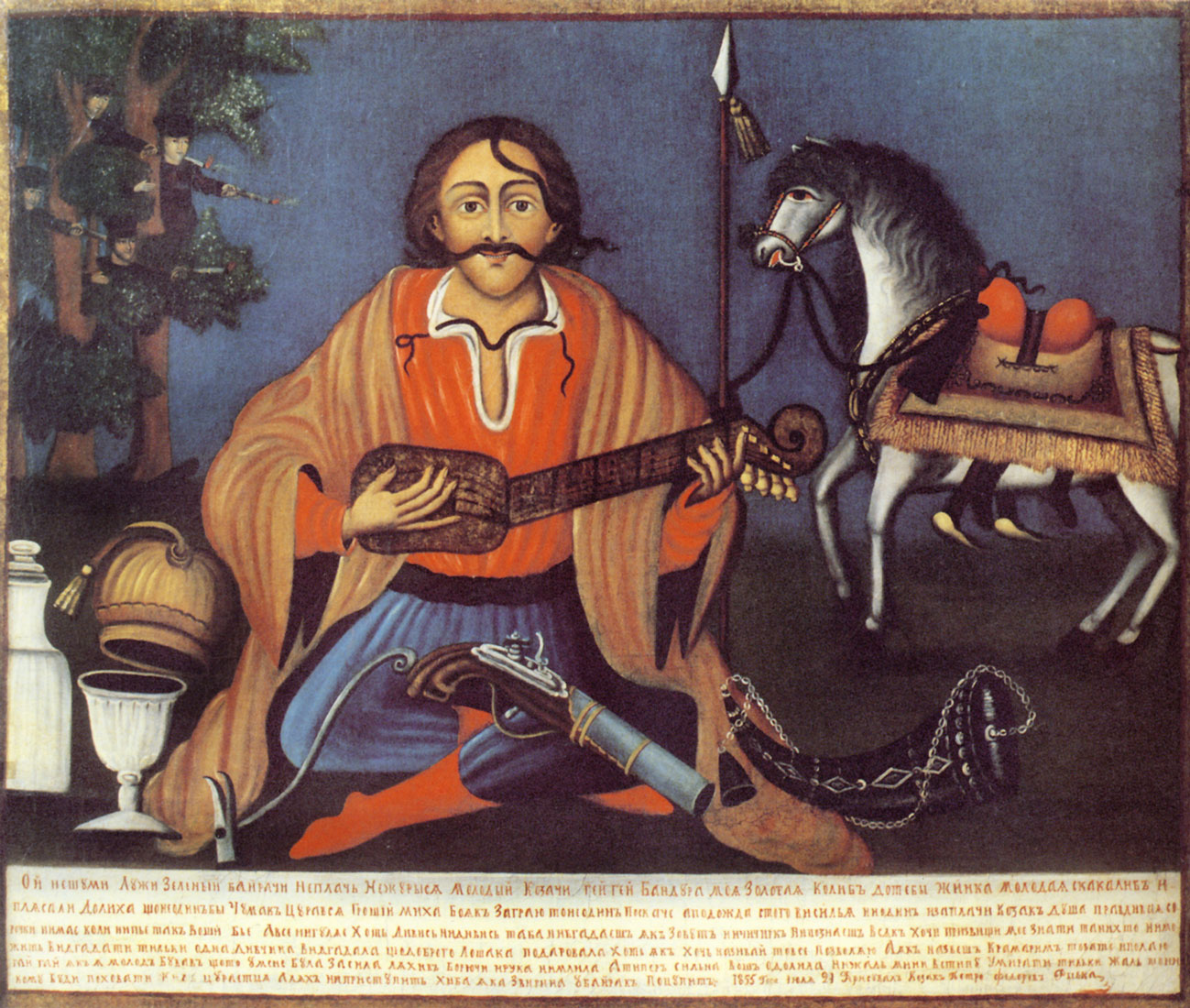
Kozák Mamaj (1855)
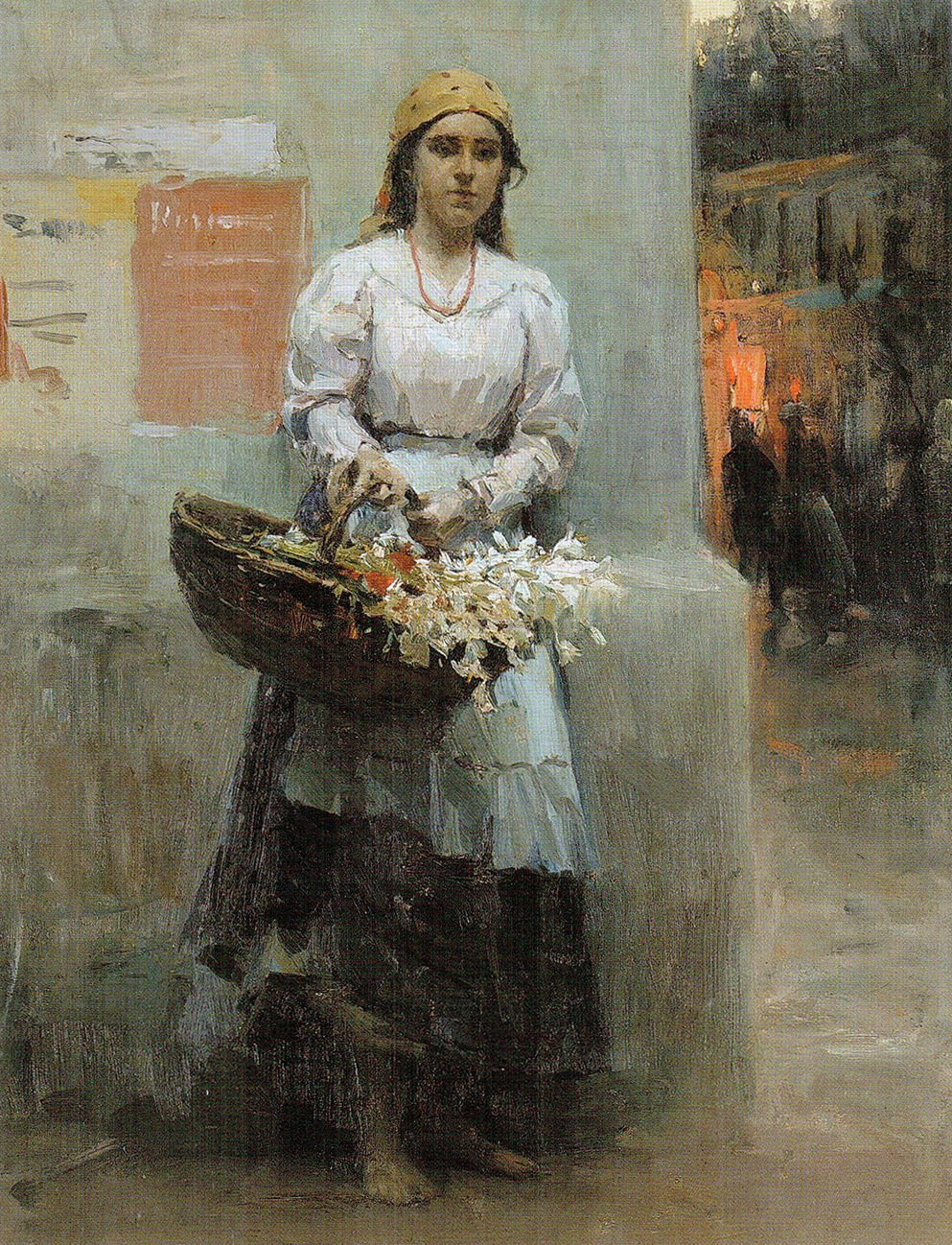
Mykola Pymoněnko, Květinářka (1908)
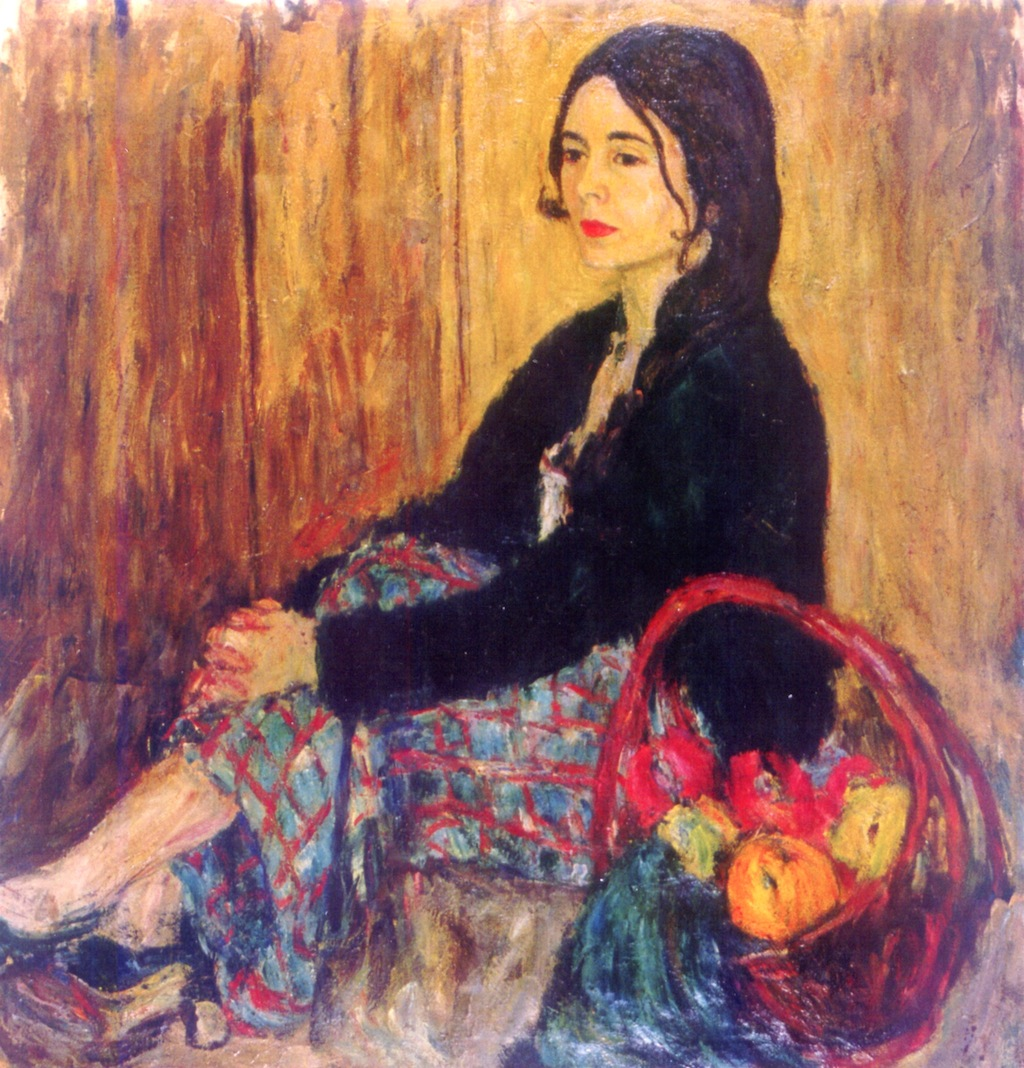
Abram Manevič, Portrét Lucy (1934/35)
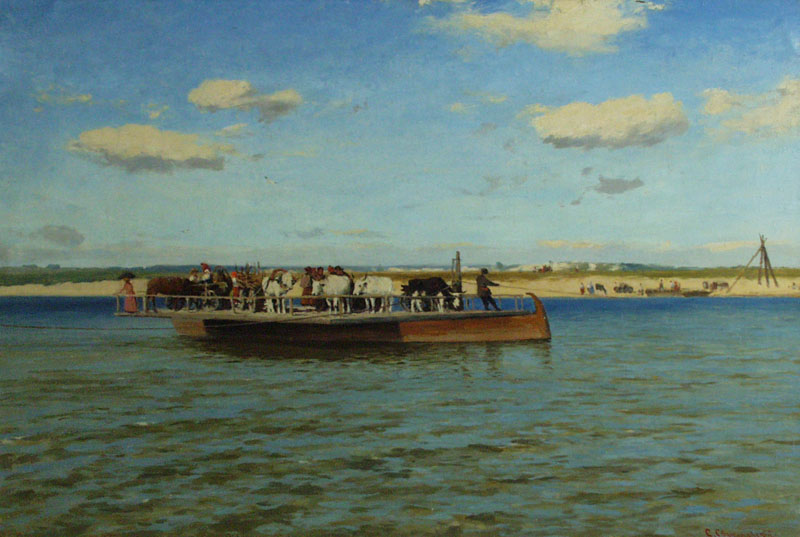
Serhij Svitoslavskyj, Přívoz přes Dněpr, poč. 20. stol.
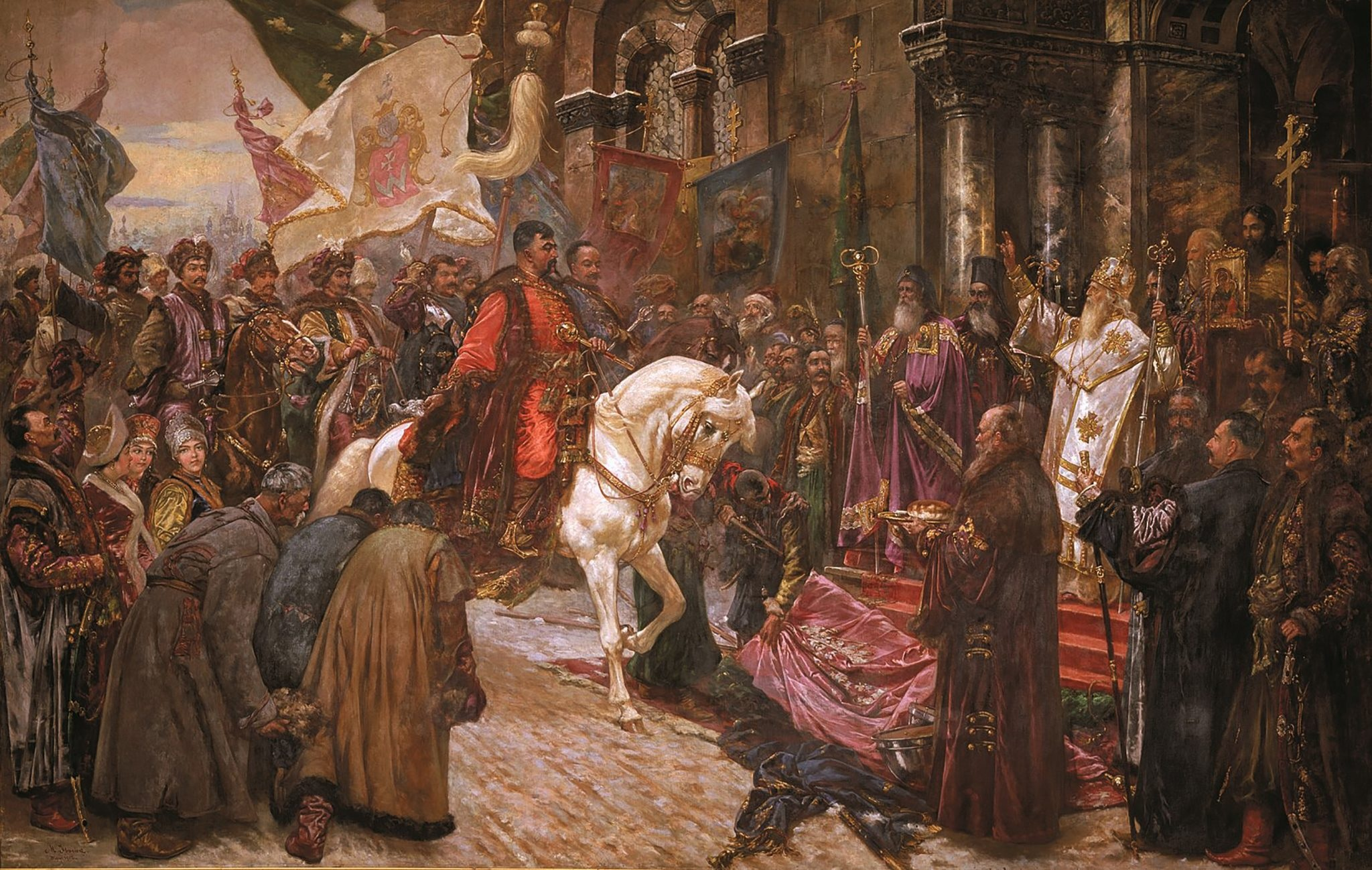
Mykola Ivasjuk, Bohdan Chmelnický vjíždí do Kyjeva (1912)
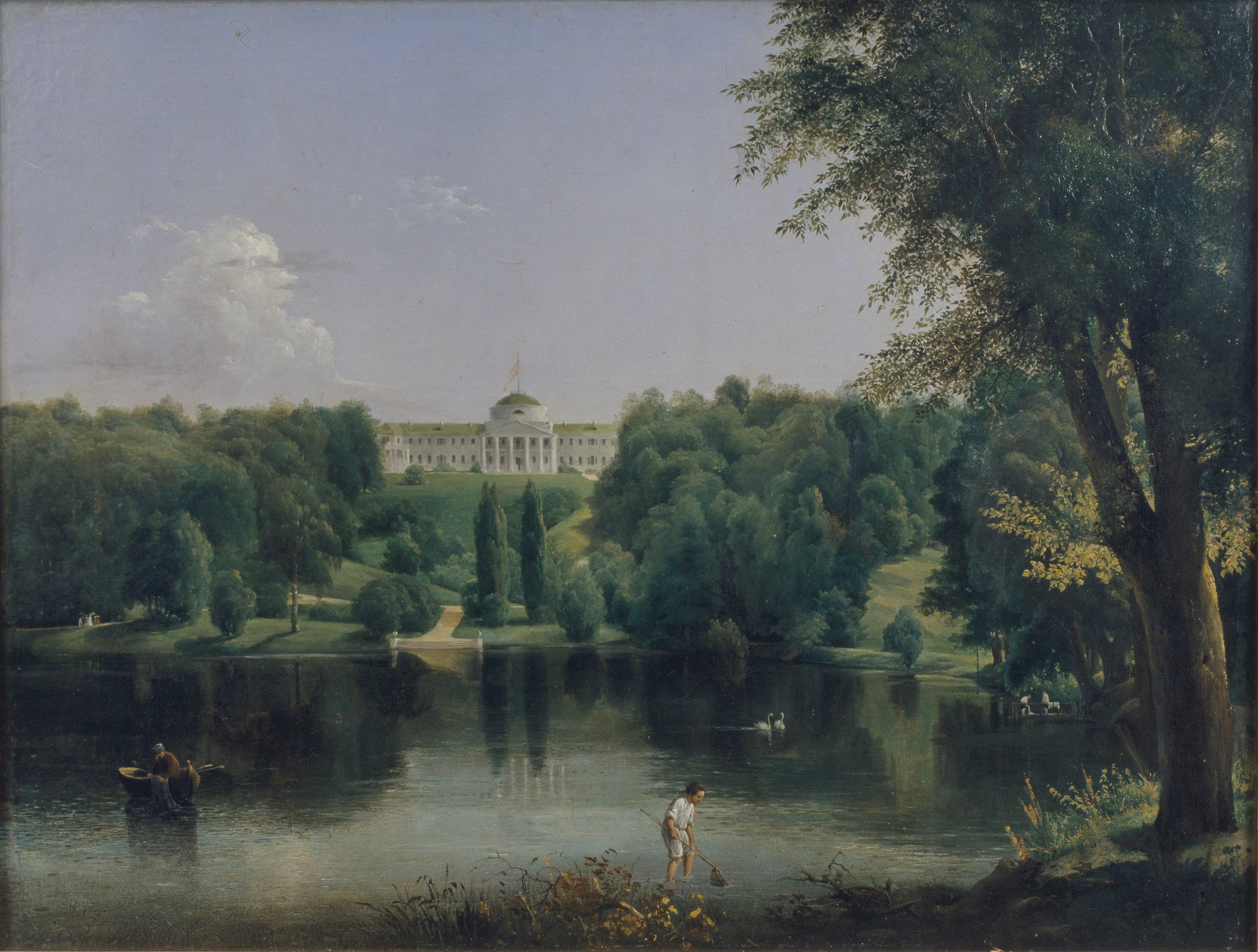
Vasilij Sternberg, Zámek Kačanivka (1837)
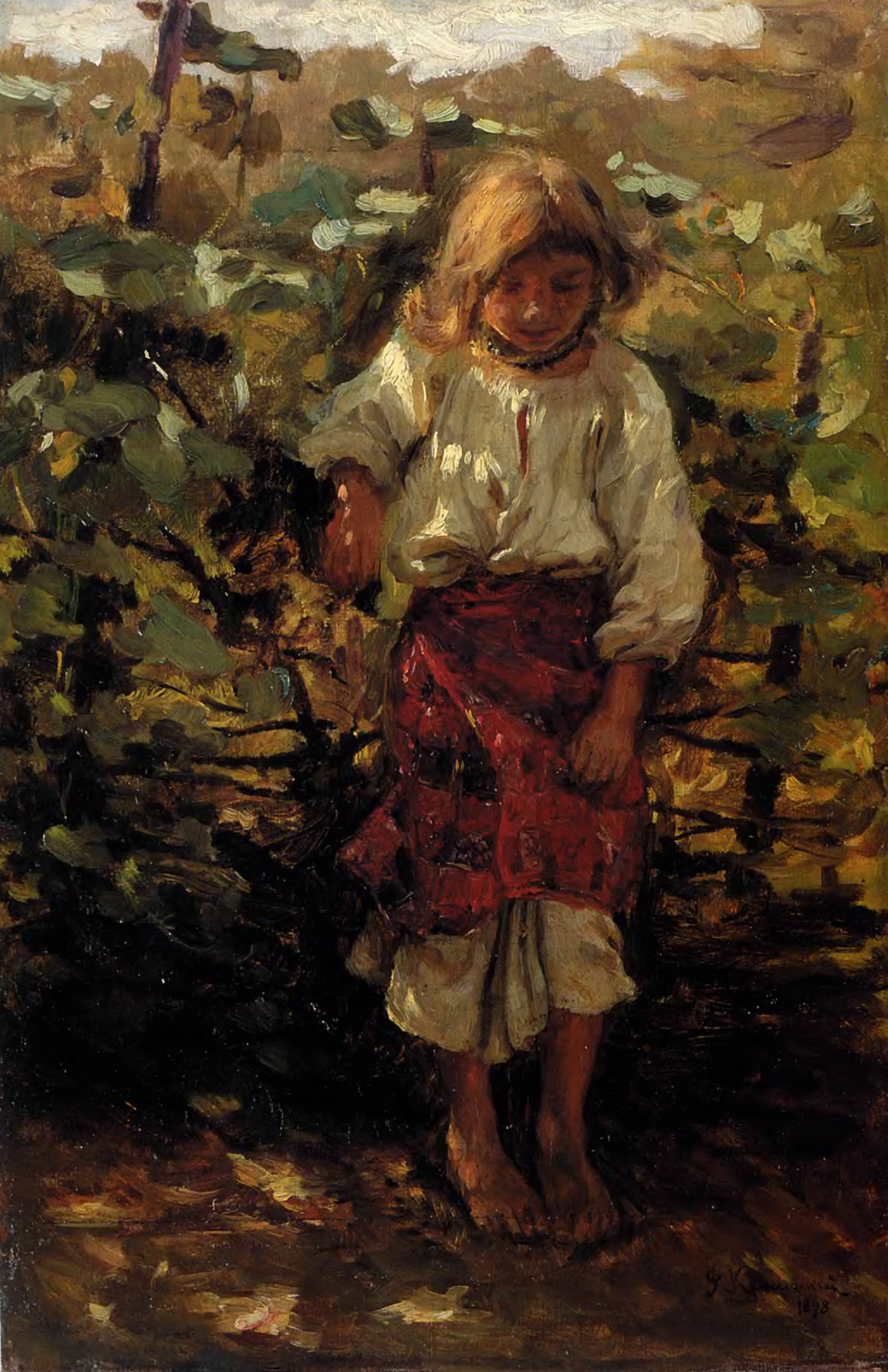
Fotij Krasyckyj, Dívka u plotu (1898)